# Sam Fender
Samuel Thomas Fender (South Shields, 25 de abril de 1994) é um ator, cantor, compositor e guitarrista inglês.

## Discografia
Famoso por suas canções extremamente melódicas e focadas em questões sociais, Sam Fender possui dois albúns de estúdio e um EP lançados.

### Dead Boys - EP (2017-2018)
Sam Fender foi alçado ao clamor do público inglês ainda em Março de 2017, com seu primeiro single "Play God", que estreou na BBC Radio 1. Em Novembro do mesmo ano, Fender foi indicado pela BBC, ao prêmio BBC's Sound of 2018, figurando ao lado de Billie Eilish, Khalid, Lewis Capaldi e da vencedora Sigrid. 
Em Junho de 2018, Fender assinou com a gravadora germano-britânica Polydor Records. Em outubro de 2018, Fender lançou seu segundo single, intitulado "Dead Boys", canção que trata sobre o suícidio, e que foi escrita por Fender logo após perder um amigo próximo para o suícidio.
Ainda em Outubro de 2018, Fender lançou seu último single deste EP, intitulado de "That Sound". 
No dia 20 de Novembro de 2018, Fender lança seu primeiro EP, intitulado de "Dead Boys". Para divulgar seu novo lançamento, Fender realizou uma turnê de 13 shows na Europa e Austrália.